# Selfoss (vandfald)
 For alternative betydninger, se Selfoss. (Se også artikler, som begynder med Selfoss)
Selfoss er et vandfald i elven Jökulsá á Fjöllum i det nordlige Island. Selfoss er hesteskoformet og 11 meter højt. Det ligger i Nationalparken Vatnajökull.
Selfoss er det første af flere store vandfald i Jökulsá á Fjöllum. 1-2 km længere nede ad elven kommer Dettifoss, Islands største vandfald, og derefter kommer Hafragilsfoss.